# Goryczel jastrzębcowaty
Goryczel jastrzębcowaty (Picris hieracioides L.) – gatunek rośliny należący do rodziny astrowatych. Rodzimy obszar jego występowania to Europa i znaczna część Azji. Rozprzestrzenił się jako gatunek zawleczony również w Nowej Zelandii i niektórych rejonach Ameryki Północnej i Afryki. W Polsce jest dość pospolity.

## Morfologia
PokrójRoślina o wysokości do 1 m, w całości pokryta szorstkimi, łamliwymi, dwudzielnymi, prostymi lub mającymi kształt kotwicy włoskami.
ŁodygaPojedyncza lub rozgałęziona, żeberkowana, ulistniona na całej długości.
LiścieUlistnienie skrętoległe. Liście dolne jajowatopodługowate o żółtozielonym kolorze, faliste i całe szorstko owłosione, górne - lancetowate. Są zatokowato ząbkowane lub płytko klapowane, owłosione obustronnie, lub tylko na dolnej powierzchni.
KwiatyZebrane w duże koszyczki (średnica 2,5–4 cm) tworzące wiechę lub baldachogrono. Listki okrywy koszyczka są ciemnozielone lub szare, jasno owłosione, odstające i zachodzą dachówkowato na siebie. Dno koszyczka bez plewinek. Wszystkie kwiaty są języczkowe, złocistożółte, po zewnętrznej stronie zwykle czerwono nabiegłe. Włoski puchu kielichowego są wolne.
OwocSilnie pomarszczone niełupki o długości 3–6 mm z bardzo krótkim dzióbkiem i odpadającym puchem kielichowym, przeważnie piórkowato rozgałęzionym.

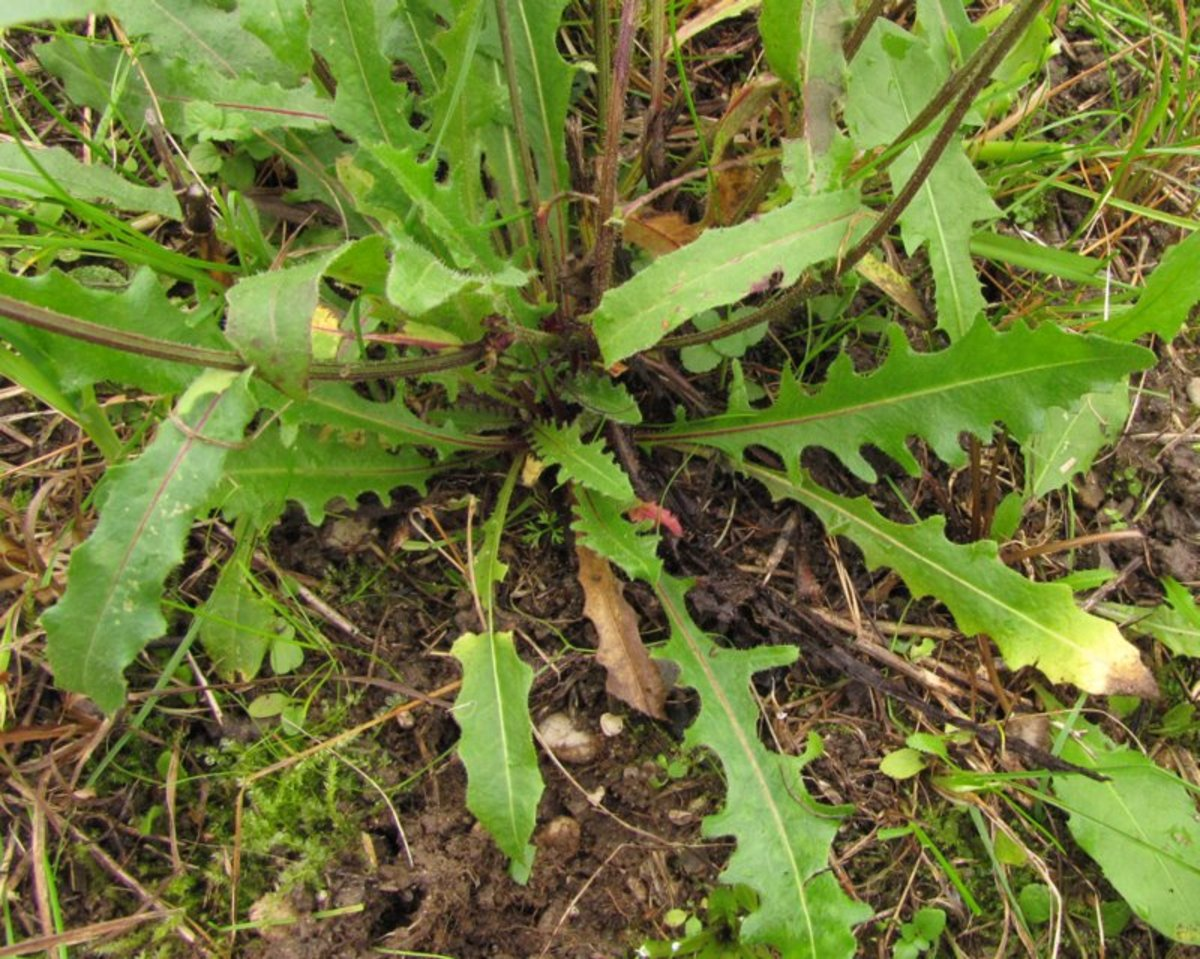
Dolne liście
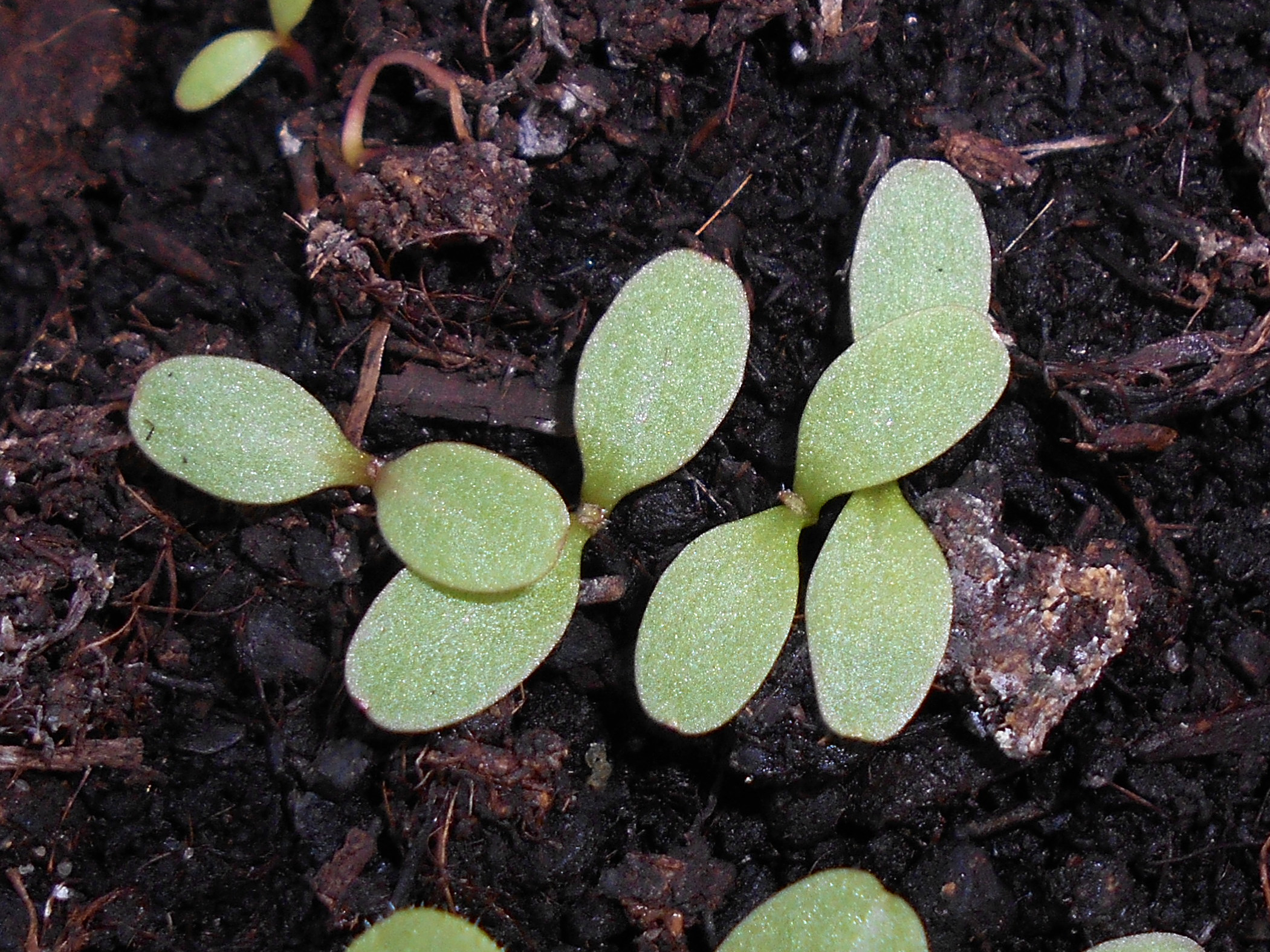
Siewka
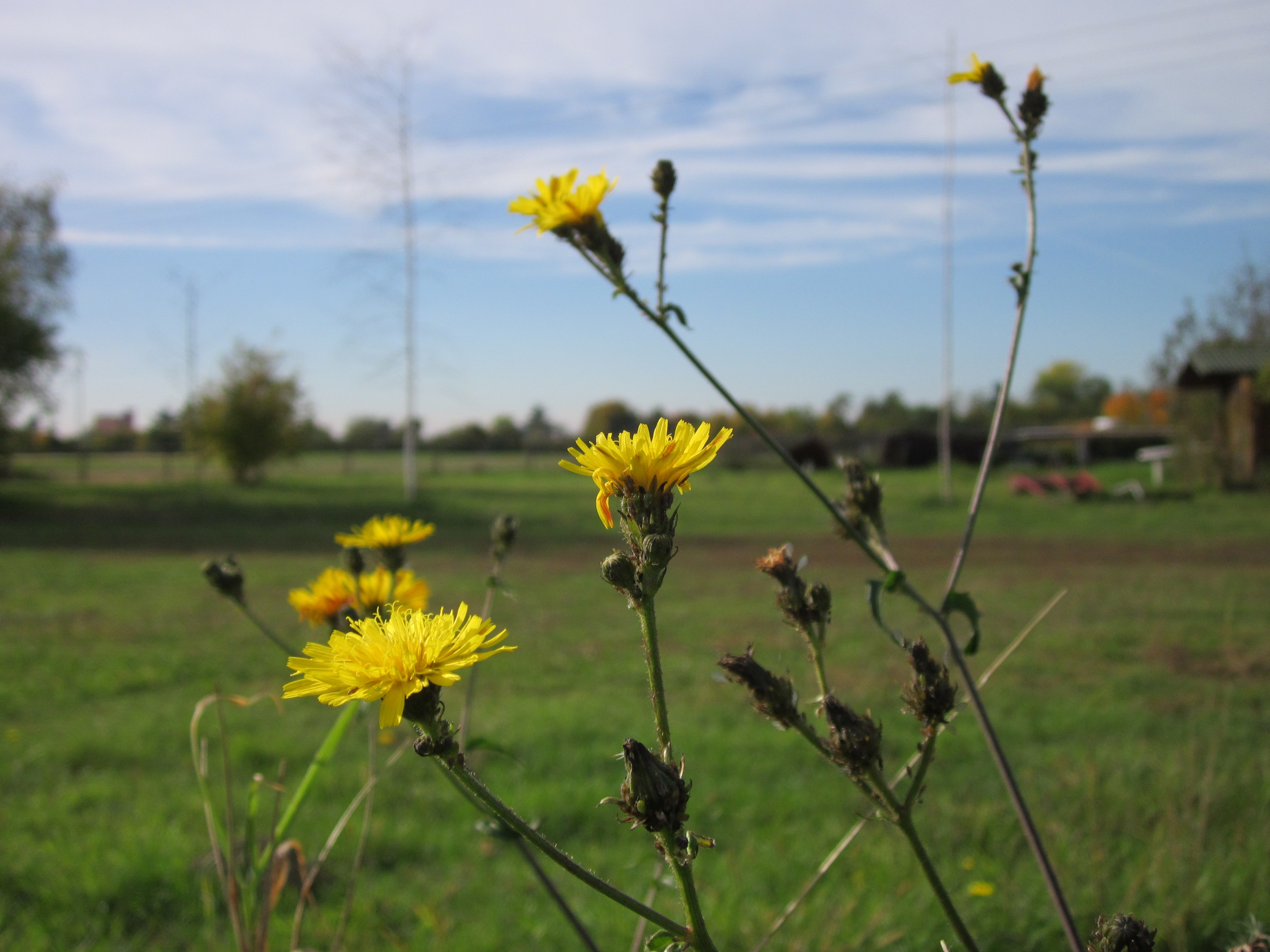
Kwiatostan
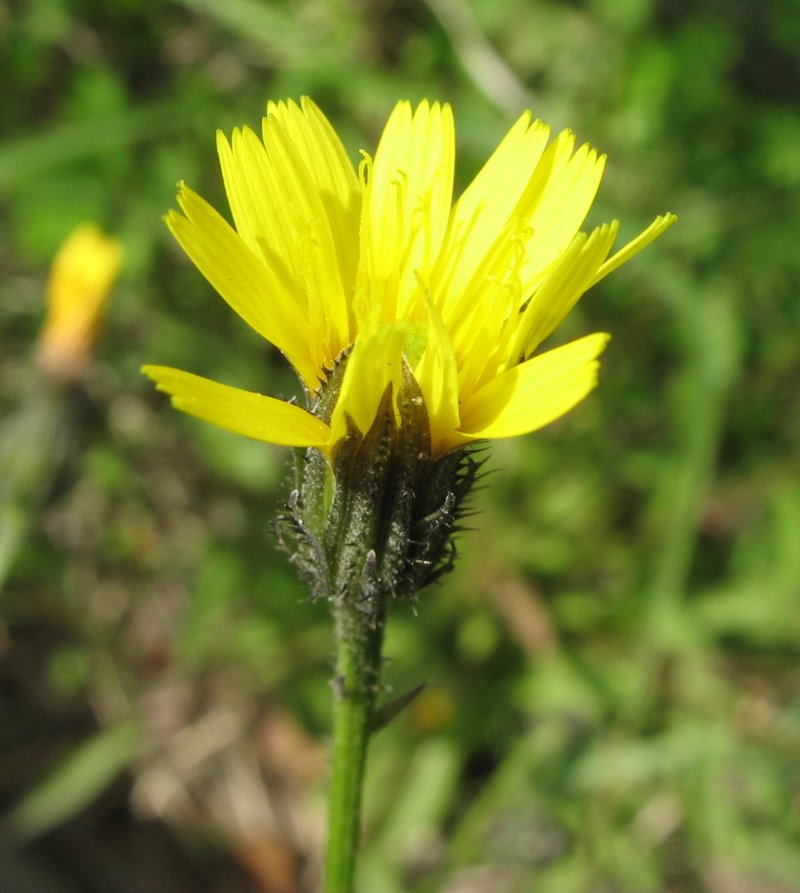
Koszyczek
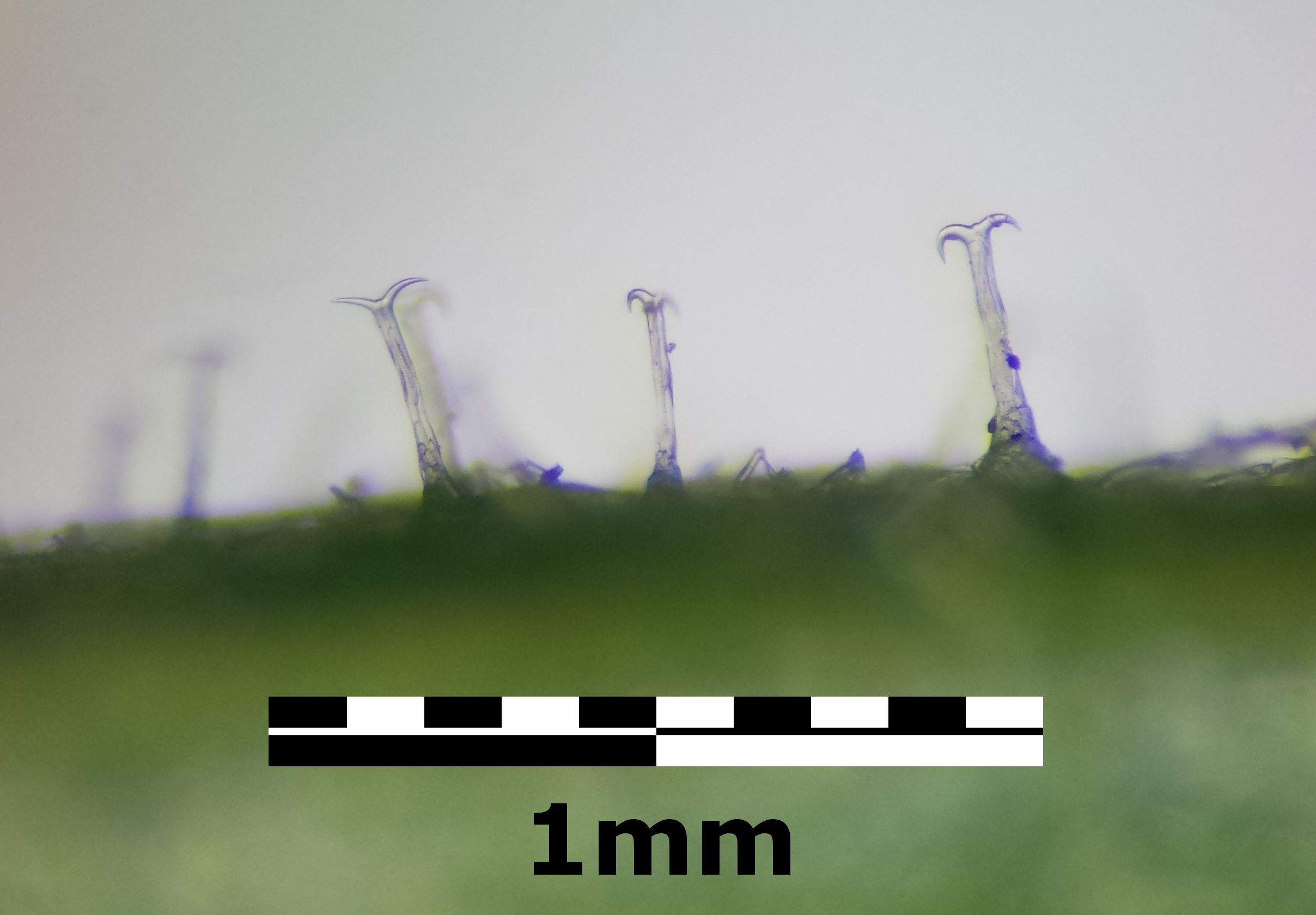
Włoski

## Biologia i ekologia
Roślina dwuletnia lub bylina, hemikryptofit. Kwitnie od lipca do października. Roślina ruderalna występująca w takich siedliskach jak: zarośla, murawy kserotermiczne, miedze, nieużytki, przydroża, tereny kolejowe. W górach występuje po regiel dolny. W klasyfikacji zbiorowisk roślinnych gatunek charakterystyczny dla rzędu (O.) Onopordetalia. Liczba chromosomów 2n= 10.
Podgatunki występujące w Polsce:
- P. hieracioides L subsp. hieracioides. Okrywa koszyczka o długości 10–12 mm oraz szypułki są pokryte sztywnymi, białymi szczecinami. Jest pospolity.
- P. hieracioides L subsp. grandiflora (Ten.) Arcang. Okrywa koszyczka o długości 12–15 mm oraz szypułki są pokryte ciemnymi, gęstymi szczecinami. Rzadki[4].

Roślina zawiera gorzki sok mleczny, i stąd pochodzi jej nazwa naukowa (łac. picros = gorzki).